# Óscar Muñoz
Óscar Muñoz és un artista colombià nascut a Popayán el 1951.
Des d'una edat primerenca va mostrar interès pel dibuix, habilitat que ràpidament es va convertir en el seu passatemps preferit. Essent estudiant de batxillerat ingressà a l'Institut de Belles Arts de Cali juntament amb les seves germanes. El seu treball es caracteritza per l'ús de múltiples recursos tècnics com el dibuix, la fotografia, el vídeo, les instal·lacions i el gravat, utilitzant a la vegada diversos materials. Muñoz es refereix sovint en la seva obra a aspectes vitals com els fenòmens físics de la corporeïtat, la temporalitat, l'efímer, la desintegració, la desaparició i la memòria.

## Trajectòria
Muñoz presentà la seva primera exposició individual a la galeria d'art Ciudad Solar a la dècada del setanta, amb una sèrie de dibuixos sobre fusta principalment en blanc i negre, en els quals representà cossos amorfs, alguns vestits i d'altres nus amb l'ànim d'atreure la mirada tafanera i mòrbida de l'espectador. El 1976 presenta la sèrie Interiores al XXVI Saló Nacional d'Artistes de Colòmbia. És llavors quan es comença a interessar pel fotorealisme, fet que el mena a trobar en l'arquitectura popular una font d'inspiració.
El 1978 es presenta a la Biennal de París. El 1984 crea les seves reconegudes Cortinas de Baño. En la V Biennal d'Art de Bogotà (1996) presenta la seva obra Aliento, en la qual es debat entre l'intern i l'efímer, entre la memòria i l'obsessió, per a retratar la complexitat de l'art.
L'any 2004 guanya el primer premi del XXXIX Saló Nacional d'Artistes de Colòmbia. El 2006 crea l'espai de difusió artística Lugar de Dudas a la ciutat de Cali.
El 2011 es realitzà l'exposició retrospectiva «Oscar Muñoz: Protografías», al Museu d'Art del Banc de la República. Posteriorment es realitzaria l'exposició al Museu d'Antioquia de la ciutat de Medellín i al Museu d'Art Llatinoamericà de Buenos Aires.
El 2018 va rebre el prestigiós Premi Hasselblad de fotografia mentre s'exposava una retrospectiva de la seva obra sota el títol «Óscar Muñoz: des/materializaciones» a la Fundació Sorigué de Lleida.